# Valdemar Laursen
Valdemar Kristian Laursen (30. august 1900 på Frederiksberg i København – 14. april 1989 på Frederiksberg i København) var en dansk fodboldspiller, dommer og sportsredaktør.
I hele sin klubkarriere var Laursen i KB. Han debuterede på landsholdet i en alder af 18 år 51 dage og er dermed den fjerde yngste debutanten gennem tiderne, kun Harald Nielsen, Michael Laudrup og Ove Andersen var yngre. Debutten kom i en kamp mod Sverige i en venskabskamp 1918 på Ullevi i Göteborg som Danmark vandt 2-1. Han blev den 9. 25-landskampsjubilar i en kamp i det Nordisk mesterskab 1927 i Idrætsparken som Danmark vandt 3-1. Det blev til i alt 44 landskampe, og sin sidste landskamp spillede Laursen i 1934 i en venskabskamp mod Tyskland i Idrætsparken, hvor Danmark tabte 2-5. Han scorede et landsholdsmål; efter 34 min i debuten mot Sverige 1918. I flere år dannede han sammen med Harry Bendixen fra AB og Poul Jensen fra B.93 landsholdets forsvarskæde. Samarbejdet resultere også i at de udgav bogen "Tre på Landsholdet".
Efter karrieren blev han dommer og deltog i OL 1948 i London, hvor han dømte ottendedelsfinalen England-Holland. I alt dømte han 8 A-landskampe i perioden 1938-47.
Laursen var der udover en flittig fodboldkommentator, især skrev han utallige referater af topkampene i Idrætsparken - det var jo før fjernsynet - til det dengang så populære Idrætsbladet, som han var fast medarbejder ved fra midt i 30'erne til bladet ophørte i 1956. Han skrev og udgav også i omkring 20 år en lille årbog med hele Danmarksturneringens program, kaldet "Den lille grønne". Her krydrede han de mange kampoplysninger og statistik med små historier fra dansk fodbold.